# Brytyjskie królowe

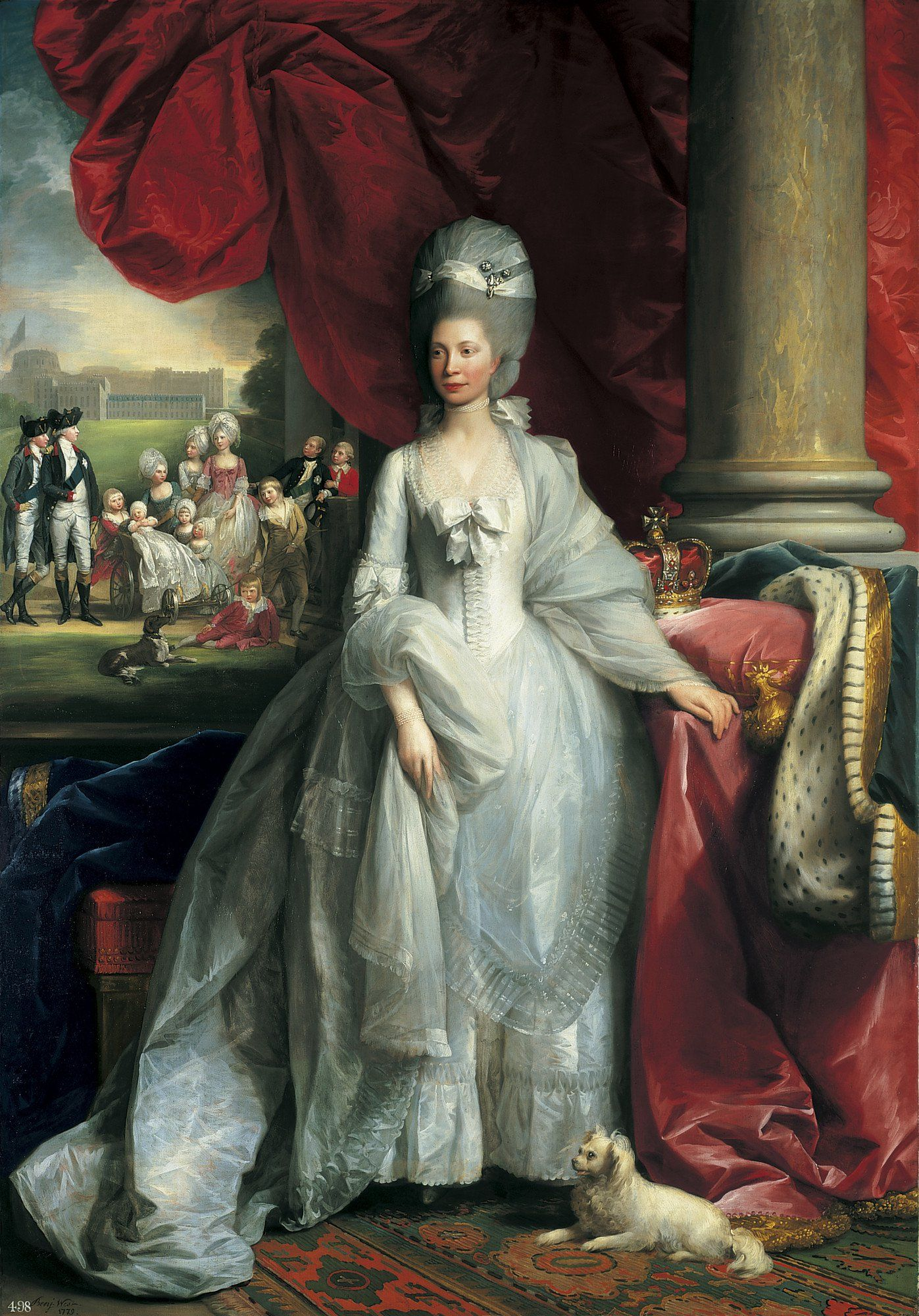
Zofia Charlotta z Meklemburgii-Strelitz

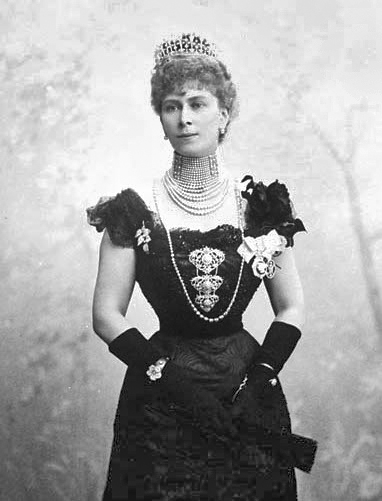
Maria Teck

Królowe Wielkiej Brytanii – jest to chronologiczny spis żon władców brytyjskich, a także ewentualnych małżonków panujących królowych (tzw. książąt małżonków). W nawiasach podane są ich daty życia i śmierci, obok podane jest również imię ich królewskiego małżonka.

Żony monarchów na Wyspach Brytyjskich przed 1707: 

## Królowe Wielkiej Brytanii

### Stuartowie
- Anna (1665–1714), młodsza córka króla Jakuba II i Anny Hyde, siostra Marii II Stuart – władała samodzielnie
  - Jerzy Duński (1653–1708), książę Cumberland

### Dynastia hanowerska
- Karolina z Ansbachu (1683–1737), córka Jana Fryderyka – margrafa Brandenburg-Ansbach i księżniczki Eleonory Saskiej, żona Jerzego II
- Zofia Charlotta z Meklemburgii-Strelitz (1744–1818), córka Karola Ludwika – księcia Meklemburgii-Strelitz-Mirow i Elżbiety – księżniczki saksońskiej, żona Jerzego III
- Karolina Brunszwicka (1768–1821), córka Karola Wilhelma – księcia Brunszwiku-Wolfenbüttel i księżniczki Augusty Karoliny Walijskiej (córki Jerzego II i królowej Karoliny z Ansbachu), druga żona Jerzego IV
- Adelajda z Saksonii-Meiningen (1792–1849), córka Jerzego I – księcia Saksonii-Meiningen i Luizy Eleonory z Hohenlohe-Langenburg, żona Wilhelma IV
- Wiktoria zwana Wdową z Windsoru (1819–1901), córka Edwarda Augusta (syna Jerzego III i królowej Charlotty z Mecklenburg-Strelitz) i księżniczki Wiktorii z Saksonii-Coburg-Saalfeld – władała samodzielnie
  - Albert (1819–1861), książę małżonek Wielkiej Brytanii i Irlandii

### Koburgowie
- Aleksandra Duńska (1844–1925), córka Chrystiana IX – króla Danii i Luizy z Hesji-Kassel, żona Edwarda VII

### Windsorowie
- Maria Teck (1867–1953), córka Franciszka – księcia Teck i księżniczki Marii Adelajdy z Cambridge, żona Jerzego V
- Elżbieta Bowes-Lyon (1900–2002), córka Claude’a Bowena-Lyonsa – lorda Glamis, Strathmore i Kinghorne oraz Cecilii, z domu Cavendish-Bentinck, żona Jerzego VI
- Elżbieta II (1926–2022), najstarsza córka Jerzego VI i królowej Elżbiety – władała samodzielnie
  - Filip, książę Edynburga (1921–2021), książę małżonek
- Kamila Shand (ur. 1947), najstarsza córka majora Bruce’a Shanda i Rosalind Cubitt, żona Karola III